# Nascita della Repubblica
Nascita della Repubblica è una miniserie televisiva trasmessa sul Programma Nazionale nel 1971, composta da tre puntate dirette rispettivamente da Sandro Bolchi, Vittorio De Sica e Ermanno Olmi.
Si tratta di una serie di documentari andati in onda in occasione dei venticinque anni della nascita della Repubblica Italiana, realizzati con la consulenza storica di Paolo Ungari.

## Puntate

### La vigilia
- Diretto da: Sandro Bolchi

Vengono narrati gli antefatti della nascita della Repubblica italiana, dalla Liberazione fino al referendum istituzionale del 1946 in concomitanza all'elezione dell'Assemblea Costituente.

### Il 2 giugno
- Diretto da: Vittorio De Sica
- Scritto da: Fabrizio Onofri e Vittorio De Sica

A Roma i ricordi, le settimane e le incertezze del referendum istituzionale del 2 e 3 giugno 1946 vengono raccontate quasi venticinque anni dopo da un nonno romano al suo nipotino di Sulmona. I due passeggiano tra i principali simboli della lotta della Liberazione e i palazzi del potere della capitale italiana, da Porta San Paolo al Quirinale, con in parallelo qualche sceneggiato con ministri e politici, protagonisti di quelle consultazioni. Il docufilm narra dal referendum fino alla proclamazione definitiva dei risultati da parte della Corte di Cassazione. Fu una delle consultazioni più partecipate ma anche tra le più contestate, che diede sul filo del rasoio ogni probabilità: che l'Italia sarebbe rimasta una monarchia guidata dai Savoia o che sarebbe diventata una Repubblica democratica.

### In nome del popolo italiano
- Diretto da: Ermanno Olmi

Nel terzo documentario viene descritta la costruzione dello Stato repubblicano a partire dal dibattito della Costituente dal 1946 al 1947 e che avrebbe portato all'approvazione della nuova carta fondamentale. Vengono poi intervistati i cittadini per avere loro opinioni in merito e i Padri costituenti che parteciparono a quei mesi di dibattito e all'approvazione della Costituzione repubblicana, come Umberto Terracini, Pietro Nenni, Giorgio La Pira e Giovanni Leone.